# Henri-Joseph Van Blarenberghe
Henri-Joseph Van Blarenberghe, né le 10 octobre 1741 à Lille, mort le 1er décembre 1826 dans la même ville, est un peintre français.

## Biographie
Il est issu de la dynastie de peintres originaires de la Flandre française des Van Blarenberghe, active du début du XVIIe au début du XIXe siècle.
Sous la royauté, il eut la charge de Maître à dessiner des enfants de France, tout en réalisant pour les aristocrates, des représentations de leurs châteaux, comme celui de Chanteloup, et la pagode de son jardin.
Il a aussi été le premier conservateur du Palais des Beaux-Arts de Lille.

## Œuvre
Avant la Révolution, il peint des scènes de batailles pour l'armée de terre et réalise pour la marine, des ports tels que celui de Brest. Durant la Révolution française, il peint la prise de la Bastille, ainsi que le bal de la Bastille qui s'y déroule l'année suivante.
Il collabore souvent avec son père, Louis-Nicolas Van Blarenberghe. Héritier de la méticulosité flamande, il excelle dans les miniatures avec de grands paysages et des scènes ou de nombreux personnages très détaillés, s'affairent lors d'une fête ou sur leur lieu de travail. Ses tableaux représentent l'activité dans les ports, des scènes de kermesse, de patinage sur glace, la vie au château de Versailles, des scènes d'arrestation de filles publique ou bien encore la vie dans les maisons. Il reste des témoins importants de la vie de cette époque.
La majorité de ses œuvres sont à la gouache, mais il utilise également la pierre noire, l'aquarelle ou la peinture à l'huile.
- Maisons au bord d'une rivière avec effet de lune ou Paysage nocturne avec clair de lune[2], gouache et pierre noire, Musée du Louvre, Paris[3]
- Vues du château de Véretz, 1771, gouache, 39 × 66 cm, Musée des Beaux-Arts d'Agen, commandées par Emmanuel-Armand d'Aiguillon[4].

## Sources
- Monique Maillet-Chassagne et Irène de Château-Thierry, Catalogue raisonné des œuvres des Van Blarenberghe, Paris, 2004
- Jean-François Méjanès, Monique Maillet-Chassagne et Irène de Château-Thierry, Les Van Blarenberghe, des reporters du XVIIIe siècle, Paris, 2006
- Collections d'art graphique du Louvre, Exposition